# Ракетни войски със стратегическо предназначение
Ракетните войски със стратегическо предназначение са род войски от въоръжените сили на Руската федерация. Те са част от стратегическите ядрени сили на Руската федерация.
РВСН е сухопътно военно формирование в постоянна бойна готовност, въоръжено с МКБР от различни видове – мобилни и стационарни ракетни комплекси, с ядрени бойни глави.

## История
С разгарящата се надпревара във въоръжаването между СССР и САЩ, през 1950-те години вече разполагащият с междуконтинентални балистични ракети СССР създава нов род войски към въоръжените си сили. Целта на Ракетните войски е да осигурят на Съветския съюз способността да удря противниковите ядрени арсенали, промишлени и военни обекти. РВСП биват снабдени с всички МКБР, както и ракетите с обсег над 1000 км.
С указ на президента от 1995 година насам се чества Ден на РВСП, на 17 декември.
През 2001 година от РВСП като самостоятелен клон са отделени Космическите войски.

## Състав и ръководители
Числеността на ракетните войски е около 120 000 души, от които 80 000 са редовни военнослужещи. Командният пункт се намира в закрития (от 2009 година насам) военен град Одинцово-10, носещ цивилното наименование Власиха. Оттам се командват общо три ракетни армии, дейността на ракетните полигони в Капустин Яр и Казахстан, и на научноизследователската станция в Камчатка. Други важни учреждения са военната академия Петър Велики в Москва, военни институти за ракетните войски в Серпухов и Ростов на Дон, ремонтни заводи, бази за съхранение и летища.

### Ръководители
- 1959 – 1960 – главен артилерийски маршал Митрофан Неделин
- 1960 – 1962 – Маршал на Съветския съюз Кирил Москаленко
- 1962 – 1963 – Маршал на Съветския съюз Сергей Бирюзов
- 1963 – 1972 – Маршал на Съветския съюз Николай Крилов
- 1972 – 1985 – армейски генерал (до 1983), главен артилерийски маршал Владимир Толубков
- 1985 – 1992 – армейски генерал Юрий Максимов
- 1992 – 1997 – генерал-полковник (до 1996), армейски генерал Игор Сергеев, впоследствие и министър на отбраната

и Маршал на Руската федерация
- 1997 – 2001 – генерал-полковник (до 2000), армейски генерал Владимир Яковлев
- 2001 – 2009 – генерал-полковник Николай Соловцов[1]
- 2009 – генерал-лейтенант Андрей Швайченко [1]

## Оборудване
Русия разполага с 608 междуконтинентални балистични ракети, способни да пренасят общо 2683 ядрени заряда.. Другите носители (крилати ракети, оперативно-тактически комплекси, стратегически бомбардировачи) са на въоръжение в другите клонове на въоръжените сили.

### МКБР
Данните се отнасят към юли 2009 година.
| Ракетен комплекс                     | Количество | Бойни глави | Общо бойни глави | Разположение                                                               |
| ------------------------------------ | ---------- | ----------- | ---------------- | -------------------------------------------------------------------------- |
| Р-36М УТТХ/Р-36М2                    | 59         | 10          | 590              | Домбаровски, Ужур                                                          |
| УР-100Н УТТХ                         | 70         | 6           | 420              | Козелск, Светли                                                            |
| РТ-2ПМ „Топол“                       | 174        | 1           | 174              | Тейково, Йошкар Ола, Нижни Тагил, Новосибирск, Иркутск, Барнаул, Виползово |
| РТ-2ПМ2 „Топол-М“ (шахтово базиране) | 49         | 1           | 49               | Светли                                                                     |
| РТ-2ПМ2 „Топол-М“ (мобилно базиране) | 15         | 1           | 15               | Тейково                                                                    |
| Общо                                 | 367        |             | 1248             |                                                                            |

## Формирования
Ракетни армии и дивизии:
- 27-а гвардейска РА (Владимир)
  - 7-а гвардейска РД (Озьорни / Виползово, Бологое-4)
  - 14-а РД (Йошкар Ола)
  - 28-а гвардейска РД (Козелск)
  - 54-та гвардейска РД (Красние Сосенки / Тейково)
  - 60-а РД (Таманска дивизия) (Светли / Татишчево-5)

- 31-ва РА (Ростоши, Оренбург) – планира се разформироване
  - 8-а РД (Первомайски – по-рано Юря-2)
  - 13-а РД (Ясни / Домбаровский)
  - 42-ра РД (Свободни, на 35 км от Нижни Тагил и на 15 км от Верхняя Салда).

- 33-та Гвардейска РА (Омск)
  - 35-ия рд (Сибирски / Барнаул)
  - 39-а Гвардейска РД (Гвардейски / Новосибирск-95)
  - 29-а гвардейска РД (Зельони / Иркутск)
  - 62-ра РД (Солнечни / Ужур-4)

## Други
Ракетните войски използват различни видове транспортни самолети и вертолети, които са разположени на 7 летища и 8 вертолетни площадки. Около 50% от техниката е в изправно състояние, вертолетните пилоти летят 58 часа годишно, а самолетните – 99 часа годишно.

## Състояние и перпективи
- Фактори с потенциал да понижат боеспособността на РВСП:
  - Близо 80% от балистичните ракети са с изтичащ срок на експлоатация;[5]
  - Елиминиране на железопътните ракетни комплекси;[6]

- Фактори с потенциал да повишат боеспособността на РВСП:
  - Въвеждане в експлоатация на нови системи за ранно предупреждение в Ленинградска област и Краснодарски край;
  - Изстрелване на нови космически спътници за наблюдение и подновяване на системата „Око“;[7][8][9]
  - Разработка на МКБР РС-24 с многоблокова бойна част